# Кирхворбис
Кирхворбис (нем. Kirchworbis) — община в Германии, в земле Тюрингия. 
Входит в состав района Айхсфельд. Подчиняется управлению Айксфельд-Випперауэ.  Население составляет 1381 человек (на 31 декабря 2010 года). Занимает площадь 5,45 км².